# Myoxocephalus quadricornis
Myoxocephalus quadricornis е вид лъчеперка от семейство Cottidae. Видът не е застрашен от изчезване.

## Разпространение и местообитание
Разпространен е в Германия, Дания, Естония, Канада, Латвия, Литва, Норвегия, Полша, Русия, САЩ, Финландия и Швеция.
Обитава крайбрежията на сладководни и полусолени басейни, океани, морета и реки. Среща се на дълбочина от 0,1 до 100 m, при температура на водата от -1,1 до 9,5 °C и соленост 5,8 – 34 ‰.

## Описание
На дължина достигат до 60 cm, а теглото им е не повече от 260 g.
Продължителността им на живот е около 14 години. Популацията на вида е стабилна.